# 余慧明
余慧明（英語：Winnie,Yu Wai Ming，1987年5月28日—），香港本土派人物，已解散的醫管局員工陣線前主席。在2019冠狀病毒病香港疫情相關爭議的醫護罷工行動而聞名。2021年1月6日因早前參與立法會民主派初選涉嫌違犯中華人民共和國香港特別行政區維護國家安全法而被捕；一直還押至7月28日，獲高等法院批准保釋。直至2022年3月7日因保釋期間發佈的Facebook帖文被認為危害國家安全及違反法庭保釋條件再次被捕並被撤銷保釋再度還押。

## 經歷

### 參選2020立法會衛生服務界選舉
余慧明接受媒體訪問時，承認積極考慮參選立法會衛生服務界選舉，以本土派為定位，並支持民主派初選。若當選期望透過民主派在立法會取得過半議席，全面否決政府提出的議案，制造憲政危機，以要求政府回應五大訴求，雖支持廢除功能組別，但認為若功能組別能實現公平、公正、公開則有存在價值，並批評現任衞生服務界議員李國麟所屬的專業議政沒有突出表現，稱不需要特別加入專業議政，認為本身已經要表現出自己是一個專業，不用特別加入專業議政去顯現自己專業。
2021年1月6日，余慧明因参与2020年民主派35+初选被捕，後被控以「串謀顛覆國家政權罪」。控方指，余慧明在2020年撰文鼓吹「攬炒」議會，在爭取35席後全面否決所有政府議案，觸發《基本法》第50條，製造憲政危機，余慧明代表衞生服務界勝出初選，在《國安法》生效後仍宣揚「初選」及「攬炒」理念。余慧明因保釋申請被拒而於3月5日起被移送至羅湖懲教所還柙。3月2日，余慧明被醫管局停止職務，同年3月11日辭去醫管局員工陣線理事會一職。。
2021年7月29日，余慧明再申請保釋，獲高等法院國安法指定法官杜麗冰批准。法官指出，沒有證據顯示余慧明有任何國際聯繫，余慧明起初只因不滿政府輕視疫情，漠視專家意見，沒有封關抗疫，亦不隸屬任何政黨，考慮到余慧明的背景及家庭狀況後，批准以現金十萬元及5萬元丈夫的人事擔保需遵守宵禁令等條件保釋外出。
在2022年3月7日，余慧明被指涉嫌違反保釋條件再被警方國家安全處拘捕。 翌日，國安法指定法官主任裁判官羅德泉決定其撤銷保釋須即時還柙、成為繼鄒家成之後，第二名被撤銷保釋的初選案被告。

## 外部連結
- 【聽我講】推倒白色高牆的人 — 余慧明（页面存档备份，存于）
- 【80後／余慧明】曾經是港豬 學日文計劃移民 今日希望盡了最大努力才再講End game（页面存档备份，存于）